# DisGeNET
DisGeNET és una plataforma de descobriment dissenyada per a abordar una gran varietat de qüestions relatives a la contribució genètica en malalties humanes. DisGeNET és una de les col·leccions més grans i completes d'associacions entre gens i malalties humanes (AGM) disponibles en l'actualitat. També ofereix un conjunt d'eines bioinformàtiques per facilitar l'anàlisi d'aquestes dades per a diferents perfils d'usuari. DisGeNET és mantinguda pel Grup d'Informàtica Biomèdica Integrativa (IBI) Arxivat 2016-11-26 a Wayback Machine., del GRIB-IMIM-UPF, amb seu al Parc de Recerca Biomèdica de Barcelona (PRBB) a Barcelona (Catalunya).

## Àmbit d'aplicació i accés
En la cerca per reunir diferents aspectes del coneixement actual sobre les bases genètiques de les malalties humanes, DisGeNET conté informació en totes les àrees de malalties (Mendelianes, malalties complexes i ambientals). Amb més de 400 000 relacions genotip-fenotip provinents de fonts diferents integrades i explícitament anotades amb la procedència i el fonament, DisGeNET és un recurs per al descobriment de coneixement basat en l'evidència especialment valuós per la Recerca translacional.
DisGeNET és un recurs d'accés obert que posa a disposició per a tota la comunitat una àmplia base de dades del coneixement actual sobre els gens i les seves malalties associades, conjuntament amb diferents eines per a la seva explotació i anàlisi. DisGeNET està disponible a través d'una interfície web, un plug-in de Cytoscape, com 'dades vinculades' o el terme en anglès Linked Data en la web semàntica, un paquet en R, i també admet accés programàtic a les dades. Aquest conjunt d'eines permet la investigació dels mecanismes moleculars subjacents de les malalties d'origen genètic, i està dissenyat per donar suport a l'explotació de dades des de diferents perspectives, i per cobrir les necessitats de diferents tipus d'usuari, des de bioinformàtics, biòlegs a professionals de la Salut.

## Dades integrades
La base de dades de DisGeNET integra més de 400 000 associacions entre més de 17 000 gens i més de 14 000 malalties extretes de diverses fonts curades per experts amb dades humanes i de models animals, amb AGMs extretes de MEDLINE utilitzant tècniques de mineria de dades basades en el processament del llenguatge natural. Els aspectes més destacats de DisGeNET són la integració de dades de diferents orígens i diferents nivells d'evidència, la normalització usant vocabularis estàndard, i una anotació precisa i granulada a nivell d'associació de la seva procedència. La integració es realitza mitjançant mapatge de vocabularis tant per a gens com per a malalties, i utilitzant l'ontologia DisGeNET per a les associacions. D'altra banda, les AGM estan organitzades en funció del tipus i el nivell d'evidència com ara: CURATED (curada), PREDICTED (predita) i LITERATURE (bibliografia), i també són avaluades d'acord amb el volum i la mena de proves que les suporta per a prioritzar-les i facilitar-ne l'exploració.

## Ontologia del tipus d'associació DisGeNET
Per a la integració de les associacions entre gens i malalties, s'utilitza l'ontologia del tipus d'associació DisGeNET desenvolupada i mantinguda en l'IBI. Tots els diferents tipus d'associació tal com es troben anotades en les fonts de dades originals es representen com classes ontològiques, i s'estructuren formalment a partir de la classe pare 'AssociacióGenMalaltia', la qual dona entitat a la relació entre gen/proteïna i malaltia. És una ontologia OWL que es troba integrada en l'ontologia Sematicscience Integrated Ontology (SIO), la qual proporciona els tipus i les relacions essencials per a una rica descripció d'entitats, processos i els seus atributs Les classes DisGeNET en SIO es poden navegar des de la següent URL.

## Cytoscape
El plug-in o connector de DisGeNET en Cytoscape ofereix representacions de les associacions entre gens i malalties en forma de xarxes o grafs. Les AGMs les representa en termes de grafs bipartits i, a més, proporciona representacions centrades en gen i en malaltia. Aquest tipus de representacions ajuden a l'usuari en la interpretació i exploració de malalties humanes complexes pel que fa al seu origen genètic mitjançant una varietat de funcions incorporades. Utilitzant el connector de DisGeNET a Cytoscape es poden fer consultes restringides a (i) la font de dades original, (ii) el tipus d'associació, (iii) la classe de trastorn d'interès i (iv) malalties o gens específics.

## Linked Data
La informació continguda en DisGeNET també es pot ampliar i complementar via l'ús de les tecnologies de la Web Semàntica i, enllaçar a una varietat de recursos que ja es troben presents en el núvol de Linked Open Data. Les dades de DisGeNET es distribueixen en formats RDF i Nanopublication. El DisGeNET-RDF és una forma alternativa d'accedir a les dades en DisGeNET i proporciona noves oportunitats per a la integració de dades, la consulta i, l'enllaç i integració de les dades en DisGeNET amb altres conjunts de dades RDF externs. Les distribucions de RDF i Nanopublication de DisGeNET s'han desenvolupat en el context del projecte Europeu Open PHACTS com a font d'informació rellevant relativa a malalties humanes en la base de coneixements en dades farmacològiques.

## Projectes Europeus
- Open PHACTS project
- eTOX project